# Elie Van Thournout
Elie Van Thournout (Etterbeek, 21 maart 1933) is een gewezen Belgische atleet, die gespecialiseerd was in de sprint. Hij veroverde op twee onderdelen vier Belgische titels.

## Biografie
Van Thournout werd in 1956 voor het eerst Belgisch kampioen op de 100 m en de 200 m. Drie jaar later deed hij dit exploot nog eens over. Ook in 1960 ging hij op de 100 m als eerste over de koord, maar ging de titel toch naar Paul Robijns, die volgens de tijdrechter een betere tijd had.

### Clubs
Van Thournout was aangesloten bij Excelsior Sports Club. Na zijn actieve carrière was hij er bestuurslid en werkte in die hoedanigheid mee aan de organisatie van de eerste edities van de Memorial Van Damme.

## Belgische kampioenschappen
| Onderdeel | Jaar       |
| --------- | ---------- |
| 100 m     | 1956, 1959 |
| 200 m     | 1956, 1959 |

## Persoonlijke records
| Onderdeel | Prestatie | Datum | Plaats |
| --------- | --------- | ----- | ------ |
| 100 m     | 10,7 s    |       |        |
| 200 m     | 21,9 s    |       |        |

## Palmares

### 100 m
- 1956:  BK AC - 11,1 s
- 1959:  BK AC - 10,8 s
- 1960:  BK AC - 11,0 s

### 200 m
- 1956:  BK AC - 22,0 s
- 1959:  BK AC - 22,4 s